# Grille d'honneur du château de Versailles

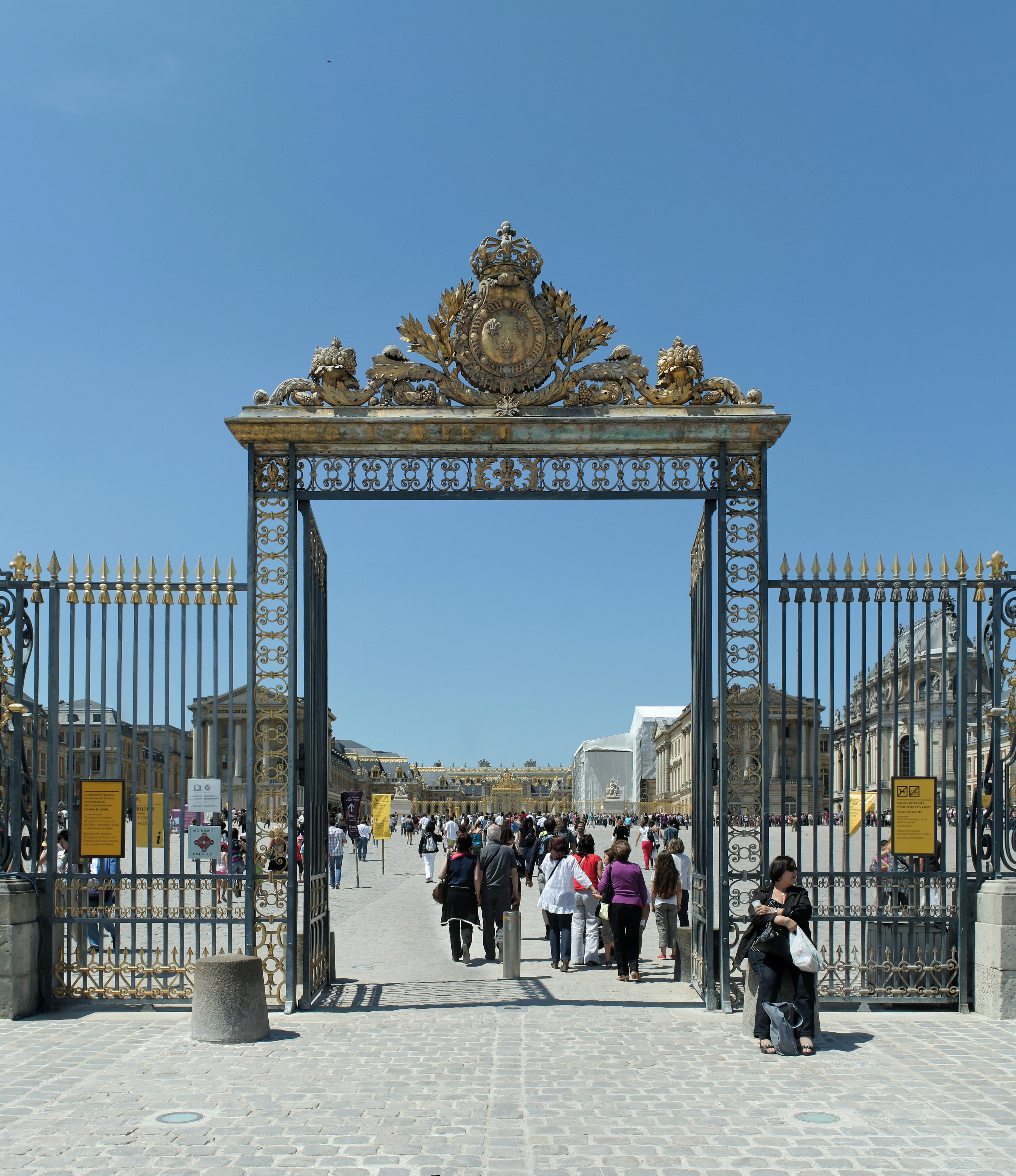
La grille depuis la place d'armes.

La grille d'honneur du château de Versailles est une grille séparant la place d'armes de la cour d'honneur. La grille est encadrée par deux corps de garde surmontés de deux groupes sculptés en pierre de Saint-Leu : 
- La Victoire sur l'Empire, côté nord, de Gaspard Marsy et Anselme Flamen (supposé)[1]
- La Victoire sur l'Espagne, côté sud, par François Girardon[2]

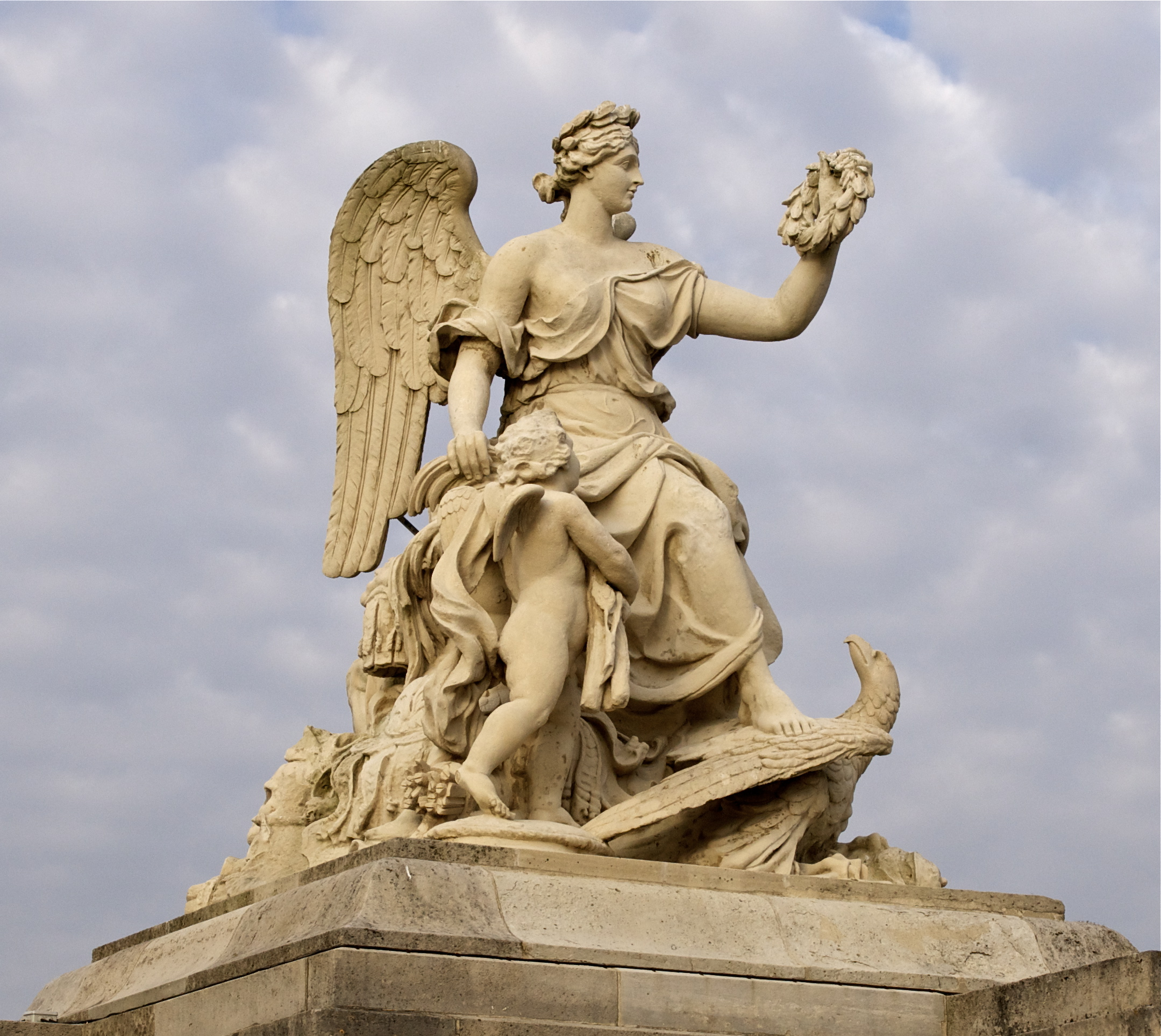
La Victoire sur l'Empire
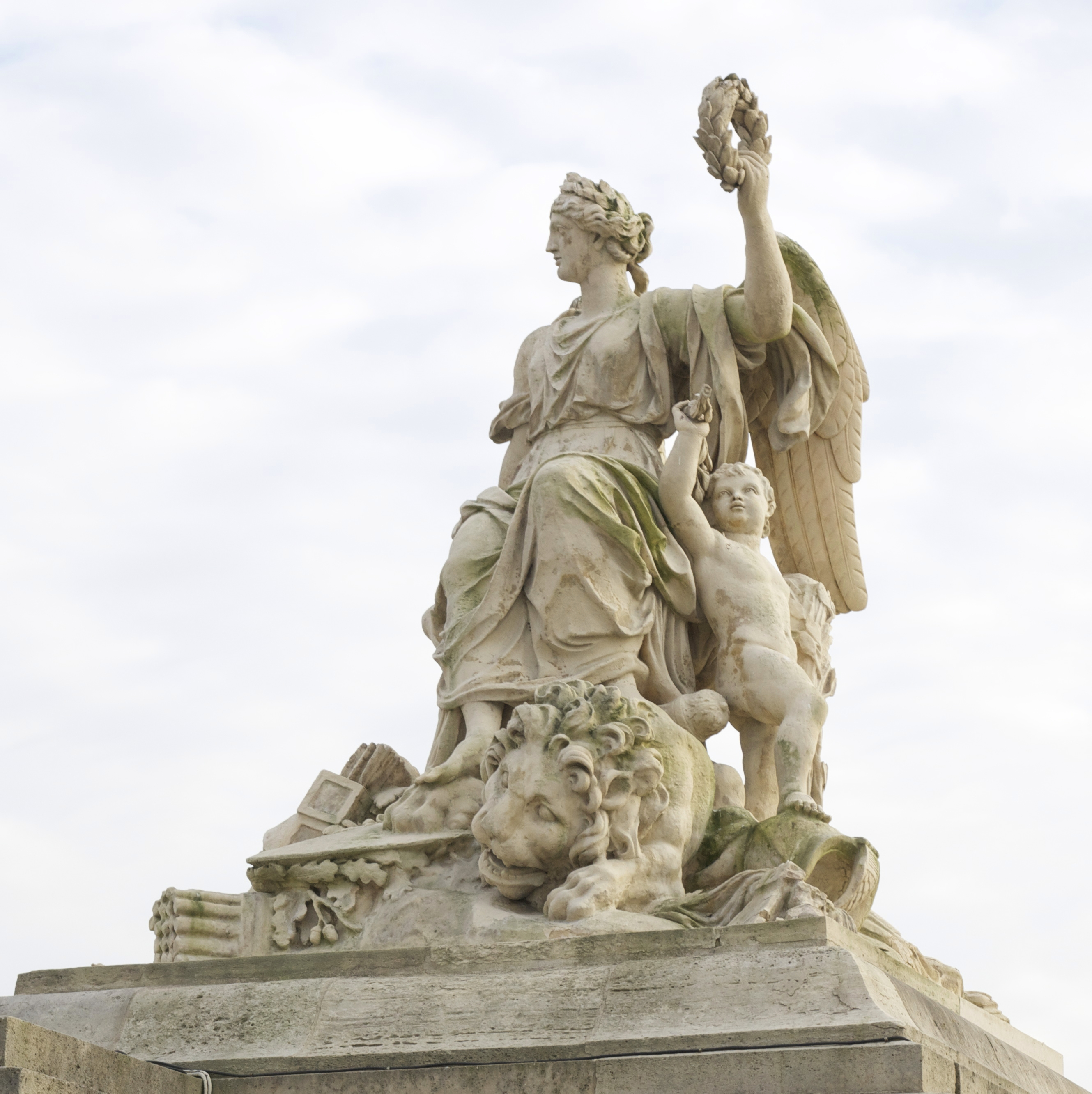
La Victoire sur l'Espagne